# مین‌سو
کیم مین سو (کره‌ای: 김민서؛ زاده ی ۹ آوریل ۱۹۹۶) که بیشتر با نام مین‌سو (کره‌ای: 민서) شناخته می‌شود، خواننده و بازیگر اهل کره جنوبی است. او به عنوان بخش از اعضای تاپ ۸ سوپراستار کی ۷ انتخاب شد. مین‌سو در سال ۲۰۱۸ با انتشار ترانه «Wonderful Dream» به صورت رسمی فعالیتش را آغاز کرد.